# カバと爆ノ介
カバと爆ノ介（カバとばくのすけ）は、吉本興業に所属していたお笑いコンビ。
大阪NSC30期生。2016年5月30日、解散を発表。同年6月25日によしもと漫才劇場で開かれたライブ「久馬歩責任編集 月刊コント6月号」を最後に解散。

## メンバー
カバ（かば、本名：川畑 勝徳（かわばた まさのり）、1983年1月29日（42歳） - ）
立ち位置は向かって左。
ツッコミ担当。
兵庫県明石市出身。
身長：173cm、体重：約130kg。
中学1年生の時に、「たくさんステーキ食わせたる!!」と言われて柔道部に入った。
気象予報士の蓬莱大介とは中学時代の同級生で同じ柔道部に所属していた。
ジェットコースターの安全ベルトが届かず、特別な延長ベルトを使用されたことがある。
2017年、「吉本新喜劇 金の卵オーディション9個目」に合格し、吉本新喜劇に入団。
爆ノ介（ばくのすけ、本名：幸内 淳（こううち あつし）、1979年6月10日（46歳） - ）
立ち位置は向かって右。
ボケ担当。
兵庫県西宮市出身。
身長：181cm、体重：73kg。
総合格闘技をやっていた。
俳優で元芸人の夙川アトムとはお笑いの師匠であり幼馴染。
2020年10月23日、ザ・プラン9に加入したことが発表された。

## 概略
- 2016年6月25日によしもと漫才劇場で開かれたライブ「久馬歩責任編集 月刊コント6月号」を最後に解散[3]。

## 出囃子
- ザ・ローリング・ストーンズ「Flip the Switch」[8]

## 出演
- ぐるぐるナインティナイン（日本テレビ）おもしろ荘
- あらびき団（TBS）
- オールザッツ漫才（毎日放送）2011、2012年
- 日10☆演芸パレード（毎日放送）エンパレ勝ち抜きキャスティングバトル
- ウケタモンガチ（読売テレビ、2015年3月26日）優勝

## 単独ライブ
2013年
- 10月21日 - 「カバと爆ノ介の30分」（5upよしもと/大阪）

2014年
- 2月21日 - 「カバと爆ノ介の30分」（5upよしもと/大阪）
- 4月1日 - 「カバは出ないと言っていました。ただ気になるのはエイプリルフール」（5upよしもと/大阪）
- 7月19日 - 「親が寝たら迎えに行っからニケツして海でも行こうぜ」（5upよしもと/大阪）
- 11月9日 - 「カバと爆ノ介の浪速大行進」（5upよしもと/大阪）

2015年
- 8月8日 - 「夏と君とカバと爆ノ介と」（道頓堀ZAZA HOUSE/大阪）